# Toei Animation
Toei Animation Co., Ltd. (東映アニメーション株式会社 Tōei Animēshon Kabushiki-gaisha?, /ˈtoʊ.eɪ/) este un studio de animație japonez controlată în principal de omonima Toei Company. A produs numeroase seriale, inclusiv Sally the Witch, GeGeGe no Kitarō, Mazinger Z, Galaxy Express 999, Cutie Honey, Dr. Slump, Dragon Ball, Saint Seiya, Sailor Moon, Slam Dunk, Digimon, One Piece, Toriko, World Trigger, The Transformers (între 1984 și 1990, inclusiv mai multe producții exclusive japoneze), și seria Pretty Cure.